# La Houssaye
La Houssaye is een gemeente in het Franse departement Eure (regio Normandië) en telt 179 inwoners (2004). De plaats maakt deel uit van het arrondissement Bernay.

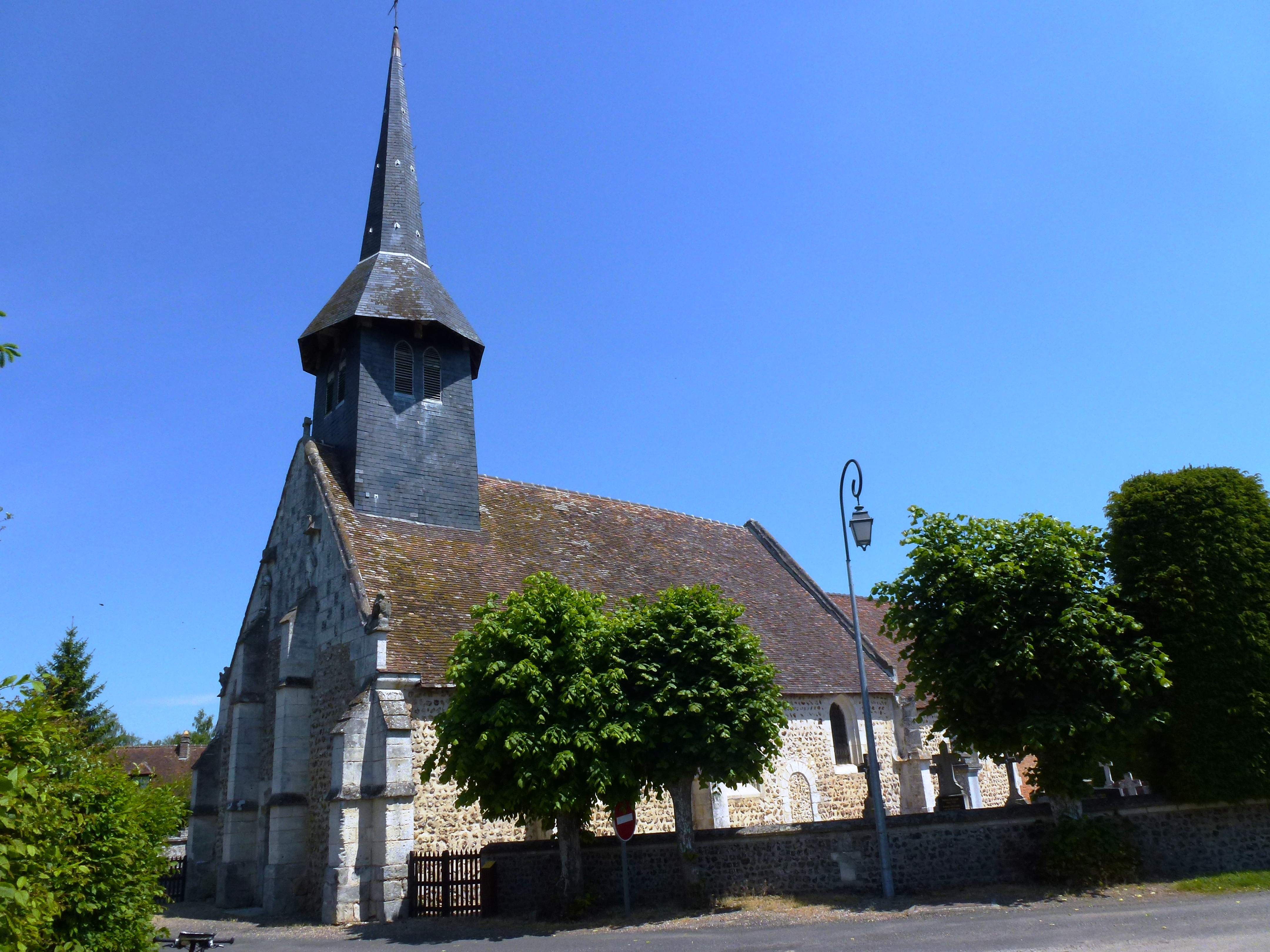
Kerk van St. Aignan
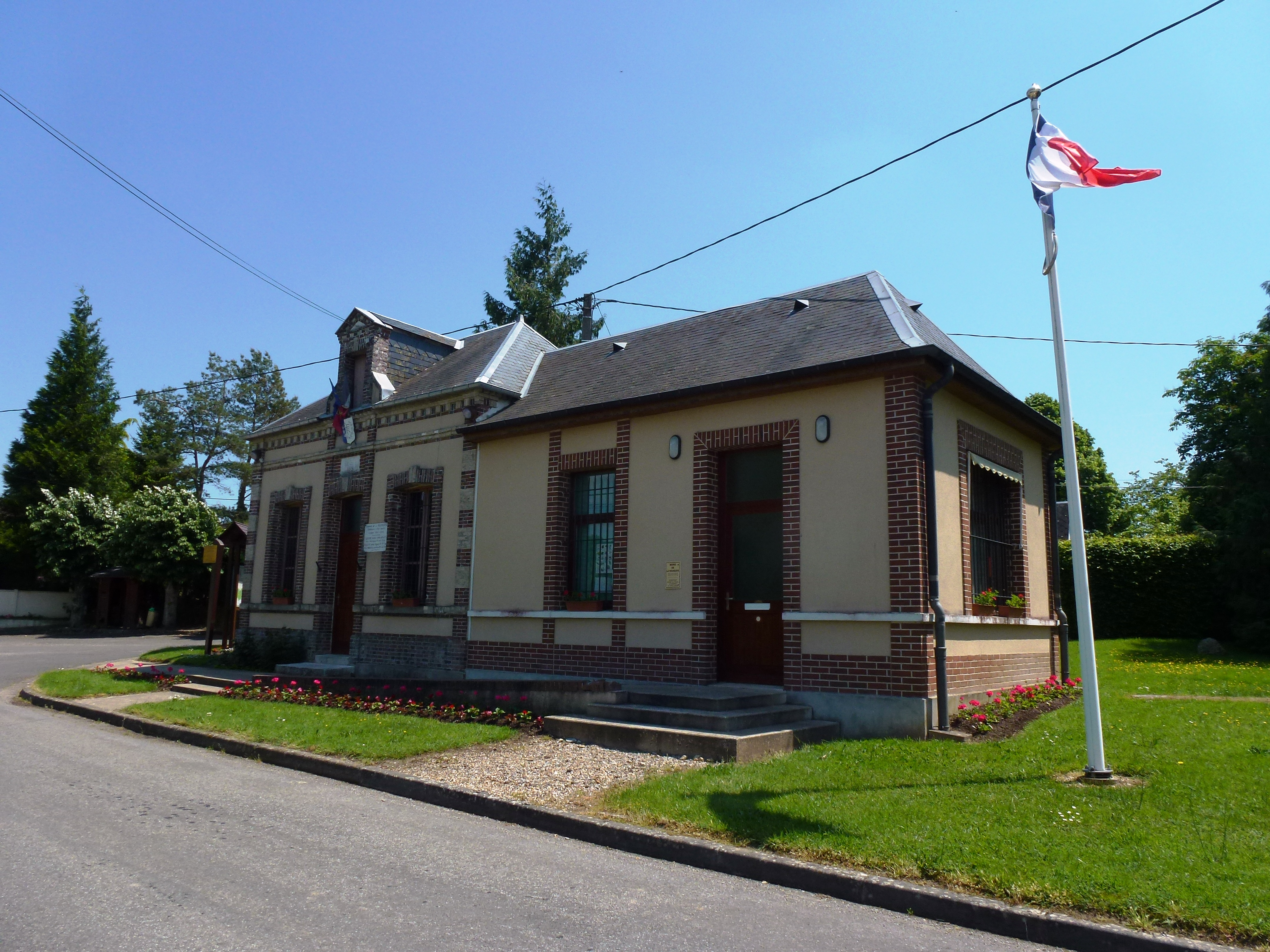
Gemeentehuis

## Geografie
De oppervlakte van La Houssaye bedraagt 4,2 km², de bevolkingsdichtheid is 42,6 inwoners per km².
De onderstaande kaart toont de ligging van La Houssaye met de belangrijkste infrastructuur en aangrenzende gemeenten.

## Demografie
Onderstaande figuur toont het verloop van het inwonertal (bron: INSEE-tellingen).